# U 343
U 343 war ein deutsches U-Boot vom Typ VII C, das durch die deutsche Kriegsmarine während des U-Boot-Krieges des Zweiten Weltkrieges im Nordatlantik und im Mittelmeer eingesetzt wurde. U 343 wurde bereits nach weniger als einem Jahr nach Indienststellung versenkt.

## Geschichte
U 343 lief am 21. Dezember 1942 vom Stapel, und wurde am 18. Februar 1943 in Dienst gestellt. Vom 18. Februar 1943 bis zum 31. Oktober 1943 war das Boot der 8. U-Flottille als Ausbildungsboot zugeteilt und in Danzig stationiert. Kommandant Rahn unternahm in dieser Zeit Ausbildungsfahrten in der Ostsee zum Einfahren des Bootes und zur Ausbildung der Besatzung. Am 14. Oktober lief Rahn mit U 343 von Kiel zu seiner ersten Unternehmung mit diesem Boot aus.

### Unternehmungen
Nach Verproviantierung und Treibstoffübernahme in Trondheim fuhr das Boot in das zugewiesene Einsatzgebiet vor Neufundland. Auf dieser Unternehmung war U 343 zwei U-Bootgruppen zugeteilt, die im Nordatlantik nach Maßgabe der von Karl Dönitz entwickelten Rudeltaktik das Gefecht mit alliierten Geleitzügen suchen sollten. Ohne ein Schiff versenkt oder beschädigt zu haben, lief Kommandant Rahn mit U 343 am 26. November 1943 in La Pallice ein. Am 1. November war das Boot der hier stationierten 3. U-Flottille zugeteilt worden. Von hier aus lief Rahn mit U 343 am 26. Dezember wieder aus. Auf dieser Unternehmung passierte das Boot bei einem sogenannten "Gibraltardurchbruch" die Straße von Gibraltar, die durch starke britische Seestreitkräfte gesichert war. am 19. Januar erreichte U 343 Toulon, den Stützpunkt der 29. U-Flottille, der das Boot Anfang Februar unterstellt wurde.
Von hier aus lief U 343 am 6. März 1944 zu seiner letzten Unternehmung aus.

## Versenkung
U 343 wurde am 10. März 1944 durch den britischen Trawler Mull unter Lt R.R. Simpson durch massiven Einsatz von Wasserbomben versenkt. Keiner der 51 Mann starken Besatzung überlebte den Angriff. Das Wrack von U 343 wurde bisher nicht gehoben und liegt noch heute im Mittelmeer vor Sardinien (38° 7′ 0″ N, 9° 41′ 0″ O).